# Новое Максимково
Новое Максимково — деревня в Рославльском районе Смоленской области России. Входит в состав Грязенятского сельского поселения. Население — 19 жителей (2007 год). 
Расположена в южной части области в 14 км к югу от Рославля, в 8 км юго-западнее автодороги А141 Орёл — Витебск, на берегу реки Абицкая. В 12 км северо-восточнее деревни расположена железнодорожная станция Липовская на линии Рославль — Брянск. 

## История
В годы Великой Отечественной войны деревня была оккупирована гитлеровскими войсками в августе 1941 года, освобождена в сентябре 1943 года.